# Solofra
Solofra es uno de los 119 municipios o comunas ("comune" en italiano) de la provincia de Avellino, en la región de Campania. Con cerca de 12.155 habitantes, se extiende por una área de 21 km², teniendo una densidad de población de 578 hab/km². Linda con los municipios de Aiello del Sabato, Calvanico, Contrada, Montoro Superiore, y Serino.

## Territorio
El territorio de Solofra se extiende en un fértil valle rodeado de los Picentini (magníficas montañas cubiertas de bosques de castaños) en el suroeste de la provincia de Avellino. Con una altitud media de unos 400 metros sobre el nivel del mar, Solofra goza de un clima leve y lluvioso, con veranos calientes y secos e inviernos poco fríos y rara vez excesivamente húmedo debido a su proximidad al mar. En el pueblo de Sant'Agata Irpina origina corriente Solofrana, un afluente del Sarno.

### Pizzo San Michele
Pizzo San Michele es una montaña de 1567 metros. Su forma aguda y su ubicación ofrece un panorama completo de todos los Picentini, los Alburni, la llanura de Mercato San Severino y Salerno, Avellino, los Lattari, el Vesubio y el Matese.

## Distancia desde las principales ciudades campanas
| Pos. | Comune                    | Distancia (en km) |
| ---- | ------------------------- | ----------------- |
| 1º   | Mercato San Severino (SA) | 11,5              |
| 2º   | Avellino                  | 15,9              |
| 3º   | Salerno                   | 21,5              |
| 4º   | Nocera Inferiore          | 23                |
| 5º   | Benevento                 | 45                |
| 6°   | Torre del Greco           | 47,7              |
| 7º   | Napoli                    | 60,4              |
| 8°   | Caserta                   | 63                |

## Historia
Su origen histórico se remonta al IV o III siglo a. C.. En primer lugar tierra romana, más tarde se convirtió en un bastión de los lombardos que le enseñó el arte de trabajar el oro y la competencia en la tenería. Próspero centro comercial en el Renacimiento, fue dentro de esta época que se construyó la iglesia dedicada al Arcángel Miguel , patrono de la ciudad, que conserva valiosas obras de arte, incluyendo obras maestras del pintor Francesco Guarino (1611-1654) que nació y vivió en Solofra. Hombres de gran renombre han nacido en Solofra, como el latinista y jurista Giliberti Maffei.

## Demografía
| Gráfica de evolución demográfica de Solofra entre 1861 y 2001 |
|                                                               |
| Fuente ISTAT - elaboración gráfica de Wikipedia               |

## Fotografías

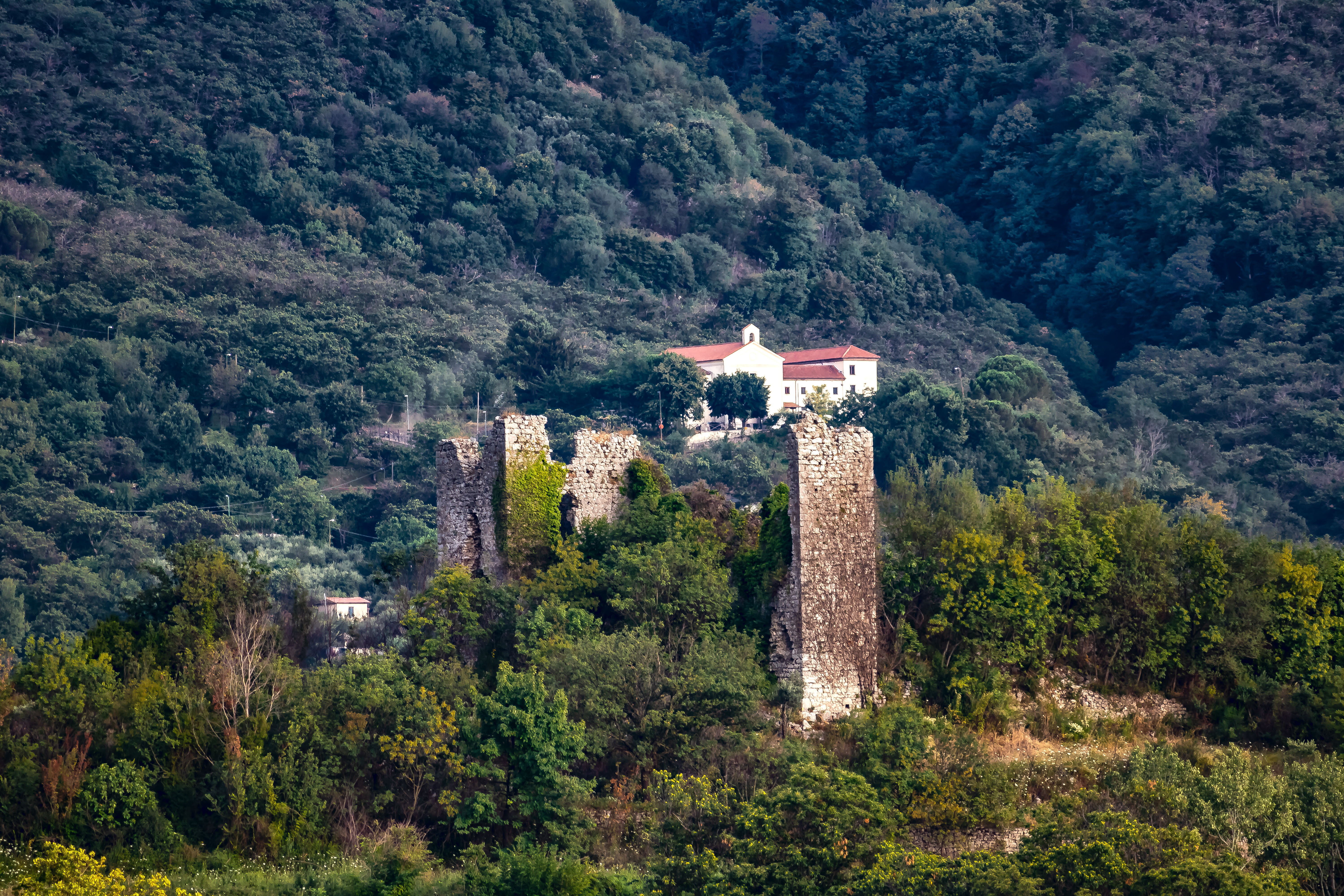
Castillo de Solofra.
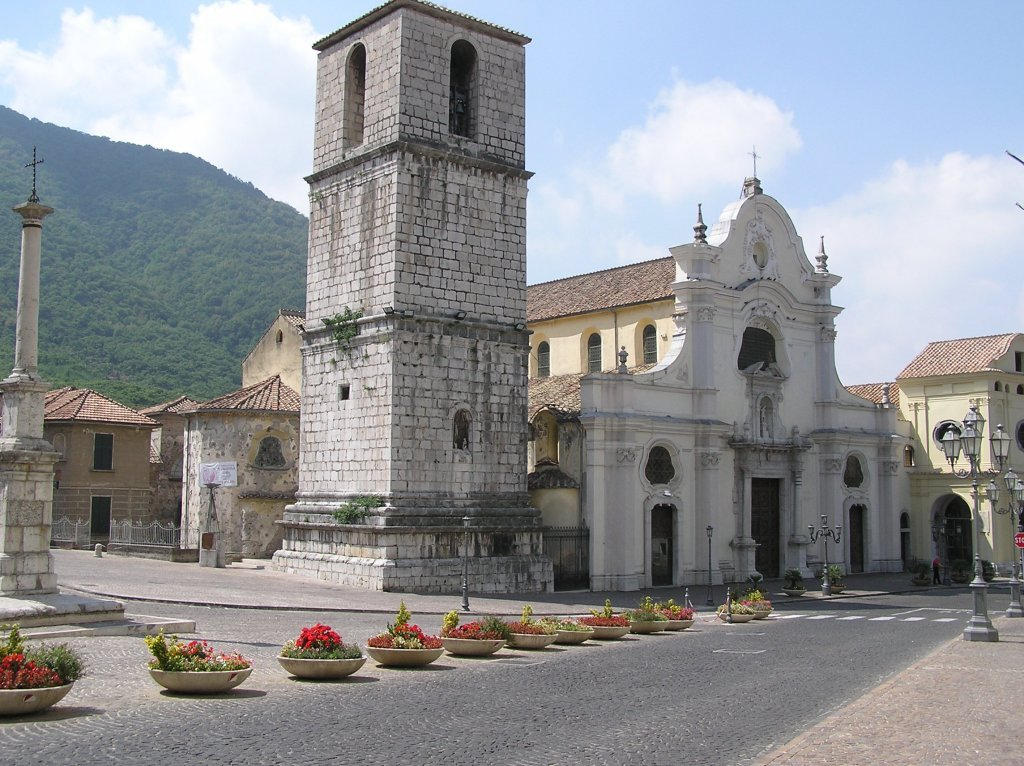
Colegiata del Arcángel Miguel.
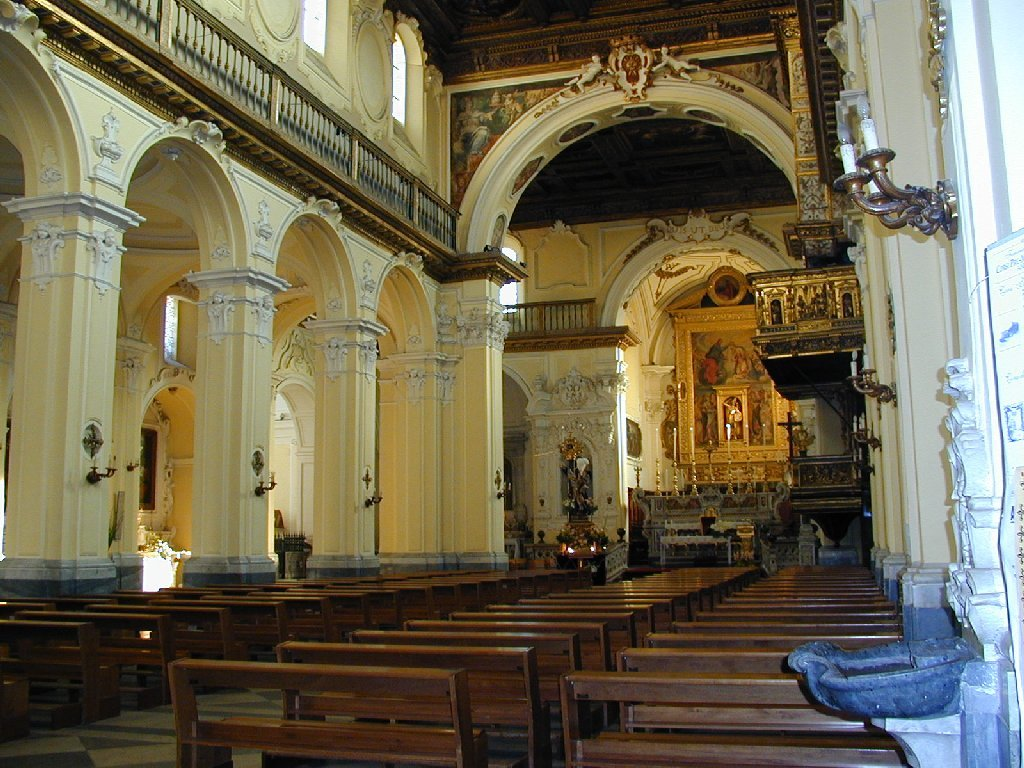
Interior de la Colegiata del Arcángel Miguel.
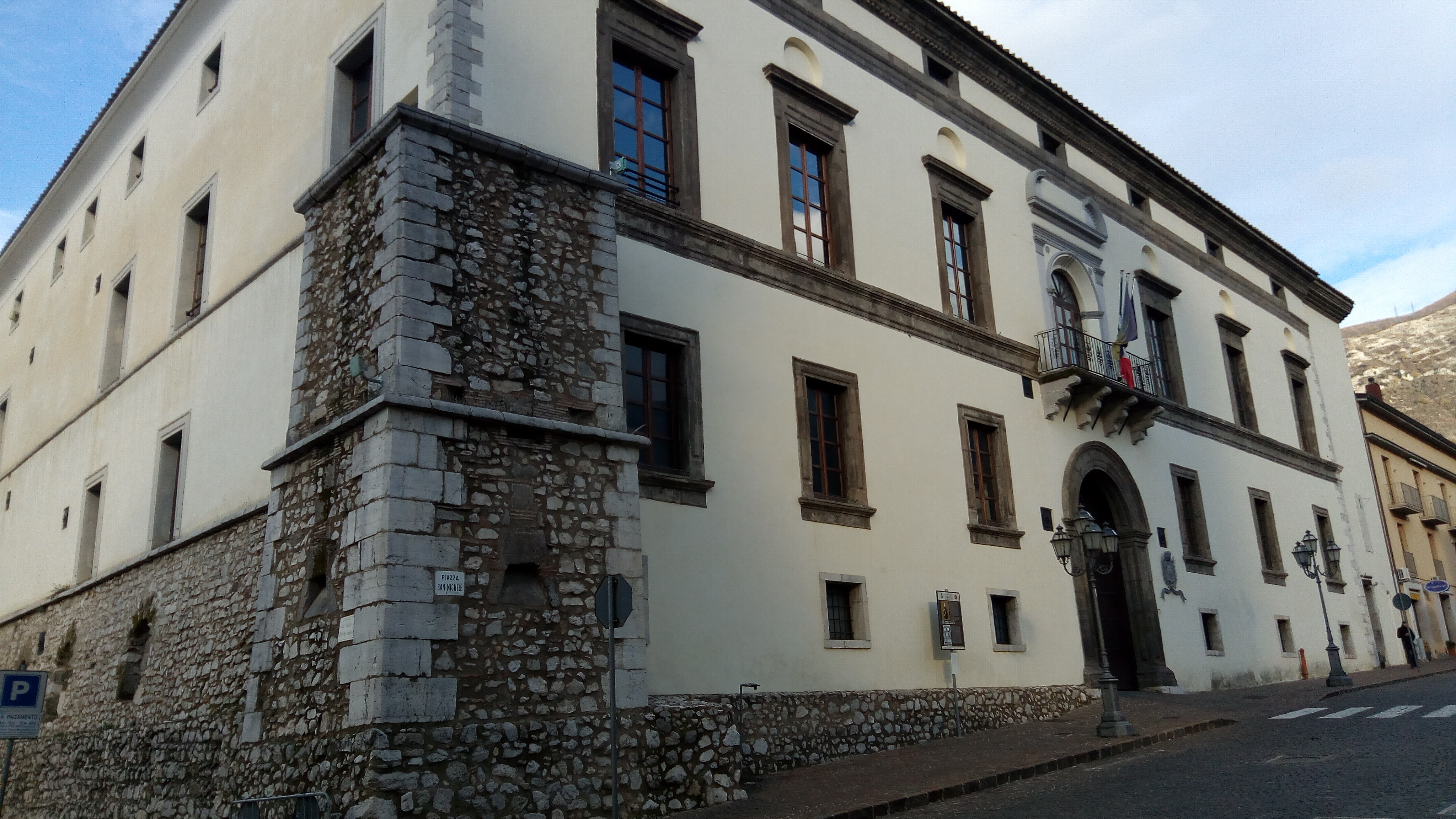
Palacio Orsini.